# Okręg wyborczy Newcastle upon Tyne North
Okręg wyborczy Newcastle upon Tyne North powstał w 1918 r. i wysyła do brytyjskiej Izby Gmin jednego deputowanego. Okręg obejmuje północną część miasta Newcastle upon Tyne.

## Deputowani do brytyjskiej Izby Gmin z okręgu Newcastle upon Tyne North
- 1918–1940: Nicholas Grattan-Doyle, Partia Konserwatywna
- 1940–1951: Cuthbert Headlam, Partia Konserwatywna
- 1951–1957: Gwilym Lloyd George, Narodowa Partia Liberalna
- 1957–1983: William Elliott, Partia Konserwatywna
- 1983–1987: Robert Crofton Brown, Partia Pracy
- od 1987: Doug Henderson, Partia Pracy